# Percy Jones
Percy Jones est un boxeur gallois né le 26 décembre 1892 à Porth au Pays de Galles, et mort le 25 décembre 1922. Il est le premier boxeur gallois à devenir champion du monde après avoir battu Bill Ladbury (en) pour le titre de champion du monde poids mouches IBU en 1914.

## Carrière
Battu par Eugène Criqui à Liverpool en février 1914, Percy Jones prend sa revanche dans un grand match organisé le 26 mars une nouvelle fois à Liverpool. Les deux boxeurs se présentent à la limite des poids mouches (50,800 kg), soit plus de deux kilogrammes de moins que pour la première rencontre. Jones prend l'avantage sur son adversaire, fatigué par la contrainte de poids, dès la deuxième reprise. Le Gallois l'envoie au tapis à deux reprises sept et huit secondes avant d'être logiquement déclaré vainqueur aux points par les juges,.